# چهارطاق (تکاب)
چهارطاق (تکاب)، روستایی از توابع بخش مرکزی شهرستان تکاب در استان آذربایجان غربی ایران است.

## جمعیت
این روستا در دهستان افشار قرار دارد و براساس سرشماری مرکز آمار ایران در سال ۱۳۸۵، جمعیت آن ۵۰۴ نفر (۹۸ خانوار) بوده‌است. کلیسای چهارطاق مهم‌ترین اثر تاریخی این روستا می‌باشد.

## گویش
اهالی این روستا به زبان ترکی آذربایجانی صحبت می‌کنند.